# Bazzita
La bazzita es un mineral de la clase de los ciclosilicatos, y dentro de esta pertenece al llamado “grupo de la berilo”. Fue descubierta en 1915 cerca de Baveno, en la región del Piamonte (Italia), siendo nombrada así en honor de Alessandro E. Bazzi, su descubridor.

## Características químicas
Es un silicato hidratado de berilio, escandio, hierro, magnesio y sodio. Es el análogo con escandio del berilo, grupo al que pertenece. Su estructura molecular es de ciclosilicato con anillos de tetraedros de sílice de seis miembros, sin aniones complejos aislados.
Típicamente encontrado como cristales hexagonales delgados azules, muy difícil de distinguir de los cristales del berilo.
Además de los elementos de su fórmula, suele llevar como impurezas: manganeso, litio, potasio, rubidio y cesio.

## Formación y yacimientos
Se encuentra en el interior de cavidades miarolíticas del granito, así como en vetas en rocas alpinas tipo pegmatita y en granito pegmatítico.
Suele encontrarse asociado a otros minerales como: cuarzo, ortoclasa, moscovita, laumontita, albita, hematites, calcita, clorita, fluorita, berilo o bavenita.